# Jeunesses socialistes unifiées
Les Jeunesses socialistes unifiées (JSU) sont un mouvement politique de la jeunesse, fondé en mars 1936, après la fusion de l'Union des jeunesses communistes de l'Espagne (UJCE) du Parti communiste d'Espagne (PCE) avec les Jeunesses socialistes du PSOE. À la fin de la guerre d'Espagne, la plupart de ses cadres se sont exilés et ceux qui sont restés ont été soumis à la répression franquiste.

## Histoire

### Origines
Le 15 janvier 1936 se constitue le Front populaire, dans le cadre de la  Deuxième République espagnole. Les élections du 16 février le placent en tête. Les députés de la coalition du Front populaire obtiennent une majorité claire aux Cortes. L'idée d'unifier les mouvements de jeunesses du PSOE et du PCE est d'actualité, comme le soutient Francisco Largo Caballero. En mars 1936, les deux mouvements conviennent des bases de l'union . En avril, l'Union des jeunesses communistes espagnoles (UJCE) et les Fédérations de jeunesses socialistes (FJSE), débouche sur la création des nouvelles '"Jeunesses Socialistes Unifiées" (JSU).
Peu après, les deux délégations rencontrent l'Internationale des jeunes communistes (IJC) à Moscou, pour ratifier les bases de la nouvelle organisation sur les bases de l'Internationale :
- Défense quotidienne des intérêts des jeunes travailleurs ;
- Éducation marxiste-léniniste et internationalisme prolétaire ;
- Développement de l'organisation pour lutter contre le fascisme grâce à la victoire du socialisme.

Les Jeunesses socialistes unifiées de Catalogne (JSUC) se créent ensuite à Barcelone. Elles rejoignent le Parti socialiste unifié de Catalogne (PSUC), en juillet 1936.

### Guerre d'Espagne
Avant la guerre, beaucoup de membres des JSU étaient affiliés aux Milices antifascistes ouvrières et paysannes (MAOC), organisation paramilitaire créée par le PCE. Ils y ont reçu un entraînement militaire basique. Ils seront les futurs cadres de l'Armée populaire de la République.
Au début de la guerre, les JSU sont près de 250.000 adhérents. Leur importance est décisive dans l'organisation militaire du Gouvernement républicain. Ils y forment leurs propres bataillons et se distinguent notamment dans le Siège de Madrid. Les apports de la JSU ont aussi été décisifs dans la formation de l'Armée Populaire et dans la coordination de la jeunesse. Un nombre significatif de ses membres ont intégré le Cinquième Regiment. D'anciens militants du JSU, tel Manuel Tagüeña, deviendront les leaders de l'Armée Populaire de la République.
L'influence communiste sur les JSU devient prépondérante. La plupart des militants, dont le Secrétaire Général, Santiago Carrillo, sont membres du PCE. En août 1937 se crée l'Alliance Antifasciste de la Jeunesse, formée par les jeunes de l'Union Républicaine (UR), les jeunes de la Gauche Républicaine (ALLER), de Izquierda Federal, la UFEH, la Juventud Sindicalista, les Jeunesses Libertaires (JJLL) et les JSU. À l'automne 1938, certains socialistes rejettent l'influence communiste sur la JSU et tentent de la rapprocher du PSOE.

### Après-guerre
A la défaite, en 1939, les membres des JSU, comme tous les Républicains, subissent une effroyable répression franquiste. Des milliers de jeunes doivent s'exiler lors de la Retirada et sont emprisonnés dans les camps de concentration du nord de l'Afrique et de France. L'organisation organise alors la lutte contre le franquisme à travers le maquis et la guérilla anti-franquiste.
En octobre 1945, à Londres, se constitue la Fédération Mondiale de la Jeunesse Démocratique (FMJD), qui regroupe les mouvements de jeunesse de 63 pays. Les JSU ont été une des organisations fondatrices, et ont appelé les autres organisations de la gauche anti-franquiste à y adhérer.

### Dissolution
Dans les derniers mois de la guerre, la branche proche du PSOE avait déjà cherché à contrebalancer l'influence majeure du PCE sur les JSU. Le 10 mars 1939, à Madrid, débute le rétablissement de la Juventud Socialista de España (JSE), le mouvement des jeunes du PSOE. Ils célèbrent en France leur premier congrès et abandonnent progressivement les JSU.
En parallèle, les principaux cadres de la JSU rejoignent le PCE, augmentant l'influence et domination de celui-ci sur l'organisation.
Finalement, en octobre 1961 le comité central du PCE dissout  formellement la JSU au profit de son propre mouvement de jeunesse, l'Union des Jeunesses Communistes (UJCE), toujours active aujourd'hui.